# هیستری

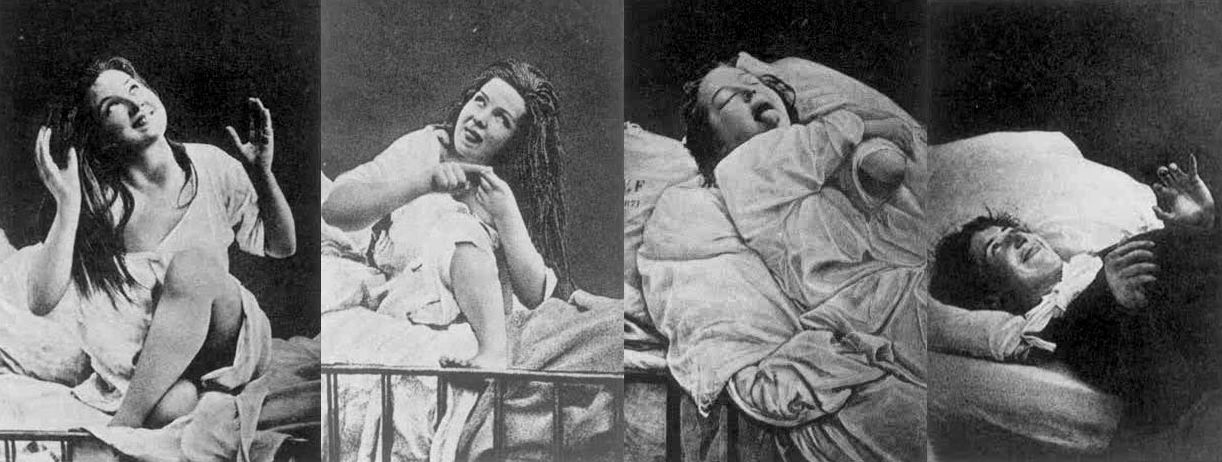
زنی دچار هیستری

هیستری (به فرانسوی: Hystérie) واژه‌ای در طب یونان باستان به معنای هیجان و احساسات غیرقابل کنترل بود. در کاربرد روان‌پزشکی مدرن، هیستری به کار برده نمی‌شود و با دسته‌بندی‌های دقیق‌تر و علمی‌تر جایگزین شده‌است.
زیگموند فروید ادعا می‌کرد که هیستری اصلاً چیزی فیزیکی نیست، بلکه یک رنج عاطفی و درونی است که می‌تواند هم مردان و هم زنان را تحت تأثیر قرار دهد، که ناشی از آسیب‌های قبلی است که باعث می‌شد فرد مبتلا نتواند از رابطه جنسی به روش عادی لذت ببرد.

## تاریخچه
منظور از هیستری، حالتی در فرد بود که اضطراب را به نشانه‌های بیماری تبدیل کند که آن نشانه‌ها بعداً کم و بیش از بقیه شخصیت فرد هیستریک منتقل می‌شوند. برای مثال سربازی که اضطراب او در جنگ غیرقابل تحمل می‌شود، ممکن است ناگهان بینایی خود را از دست دهد. آزمایش‌ها نقصی از نظر ارگانیکی در چشمان او نمی‌یابند؛ با این همه سرباز هیستریک اصرار دارد که نابینا است و تا زمانی که او را از خط مقدم جبهه دور نکرده‌اند، بینایی او بازنمی‌گردد.
در هیستری میل افراطی به اجتناب از انجام دادن یا تجربه کردن برخی از اعمال یا موقعیت‌ها و نیز میل شدیدی به مورد مراقبت قرار گرفتن وجود دارد. وجود همین تمایل به وابستگی است که شخصیت هیستریک را مخصوصاً در معرض تلقین‌پذیری قرار می‌دهد.
این بیماری توسط یوزف برویر و زیگموند فروید به‌طور گسترده بررسی شده و کتاب مطالعاتی در باب هیستری نوشتهٔ این دو شخص است.